# كريس بارنز (لاعب البولنغ)
كريس بارنز (بالإنجليزية: Chris Barnes) هو لاعب البولنغ ‏ أمريكي، ولد في 25 فبراير 1970 في توبيكا في الولايات المتحدة.